# Alejandro Osorio (wielrenner)
Alejandro Osorio Carvajal (El Carmen de Viboral, 28 mei 1998) is een Colombiaans wielrenner.

## Carrière
Osorio ging in 2017 rijden voor de Colombiaanse wielerploeg GW Shimano. Tijdens de Ronde van Italië voor beloften van 2018 wist hij de vierde etappe te winnen, datzelfde jaar won Osorio het bergklassement in de Ronde van de Toekomst. Na een jaar gereden te hebben voor de Italiaanse ploeg Nippo-Vini Fantini-Faizanè maakte hij in 2020 de overstap naar Caja Rural-Seguros RGA. In 2022 maakte Osorio de overstap naar Bahrain-Victorious. Zijn verblijf daar was van korte duur. Op 6 april 2022 werd Osorio door Bahrain-Victorious ontslagen. Teammanager Milan Erzen maakte bekend dat Osorio herhaaldelijk de coronaregels had overtreden. In 2023 maakte de loopbaan van Osorio een doorstart bij het Colombiaanse GW Shimano-Sidermec.

## Palmares
2018
4e etappe Ronde van Italië voor beloften
Bergklassement Ronde van de Toekomst
2021
Bergklassement Internationale Wielerweek
2024
 Colombiaans kampioen op de weg, elite
3e etappe Tour Colombia
8e etappe Ronde van Táchira
Puntenklassement Ronde van Táchira
2e, 3e en 5e etappe Ronde van Colombia
2025
8e etappe Ronde van Colombia

## Ploegen
- 2017 –  GW Shimano
- 2018 –  GW Shimano
- 2019 –  Nippo-Vini Fantini-Faizanè
- 2020 –  Caja Rural-Seguros RGA
- 2021 –  Caja Rural-Seguros RGA
- 2022 –  Bahrain-Victorious  tot en met 6 april [1]
- 2023 –  GW Shimano-Sidermec
- 2024 –  GW Erco Sidermec

Arashiro · Bauhaus · Bilbao · Buitrago · Caruso · Colbrelli · Feng · Govekar (vanaf 1/6) · Gradek · Haig · Haussler · Landa · Maciejuk · Madan · Mäder · Milan· Mohorič · Novak · Osorio (tot 31/3) · Pernsteiner · Poels · Price-Pejtersen · Sánchez · Sütterlin · Teuns (tot 4/8) · Tratnik · Williams · Wright · Zambanini · Miholjević (stagiair)